# 联合街 (阿伯丁)
57°08′45″N 2°06′07″W / 57.1457098°N 2.1018608°W

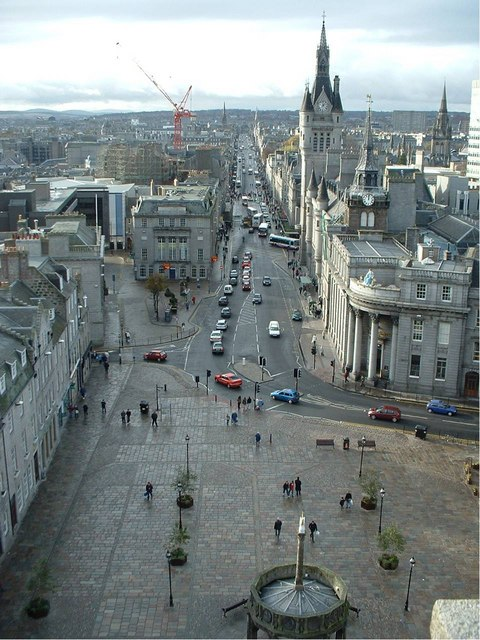

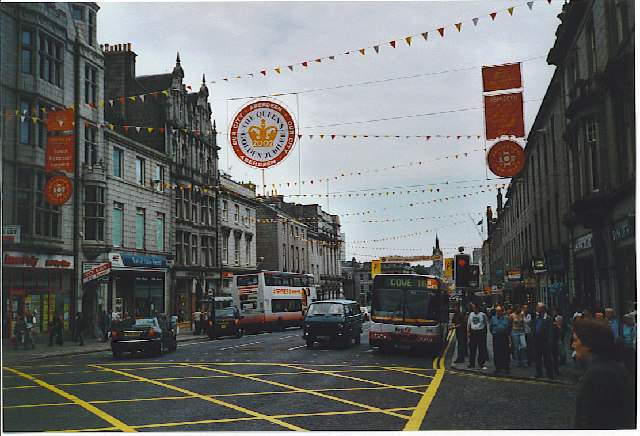

联合街（Union Street）是苏格兰阿伯丁的一条主要街道和购物街，得名于大不列颠与爱尔兰合并的1800年联合法令。
这条街道长约一英里（0.8英里），这是一项工程技能的壮举，包括推平部分圣凯瑟琳山，以及建造拱门，穿过普塔奇塞德。
联合街通过联合桥（Union Bridge，建于1801-1805年）穿越登本河谷。联合桥保持着“世界上最大的单跨花岗岩桥”的记录，跨度为130英尺（40）。

## 历史
这条街开辟于19世纪初，几乎使城市破产。修建联合街是为了缓解狭小拥挤的街道带来的压力，这些街道给进城的人们带来了问题。它建得比老城高，包括五个入口登本河仍在联合桥下流过，但已被一条双向车道覆盖。1874年至1958年期间，电车曾在联合街上运营。
早在1986年，当局已在讨论将该街道辟为行人专用区。工程于2020年5月开始，将街道部分设为行人专用区，并拓宽人行道。桥街和市场街之间的街道完全划为步行区，巴士路线改走行会街（Guild Street）。预计该街道将于2022年7月3日重新对公共汽车开放。

## 商店
与苏格兰的其他商业街一样，联合街的空置店铺数量有所增加，2020年约有五分之一的地面零售空间空置。
联合街上的大型商店包括馬莎百貨、HMV和弗雷泽集团等。著名乐器店布鲁斯·米勒（建于1900年）曾设于此处，直到2011年6月关闭。 Bon Accord Centre和Trinity Centre均在联合街设有入口。此外，街上还有一些酒吧和夜总会，一座原电影院大楼，以及圣尼古拉堂面向教堂墓地的宏伟立面。
2012年，汇丰银行在街上开设了苏格兰最大的分行。Pret A Manger也开张了。